# 李红 (1956年)
李红（1956年9月—），女，山西临猗人，中华人民共和国政治人物，曾任华侨大学党委书记，中共福建省委组织部常务副部长，福建省人大常委会副主任，福建省人民政府副省长，福建省政协副主席。